# Iron Mountain (Míchigan)
Iron Mountain es una ciudad ubicada en el condado de Dickinson en el estado estadounidense de Míchigan. Es sede del condado de Dickinson. En el Censo de 2010 tenía una población de 7624 habitantes y una densidad poblacional de 366,17 personas por km².

## Geografía
Iron Mountain se encuentra ubicada en las coordenadas 45°49′41″N 88°3′38″O / 45.82806, -88.06056. Según la Oficina del Censo de los Estados Unidos, Iron Mountain tiene una superficie total de 20.82 km², de la cual 19.08 km² corresponden a tierra firme y (8.35%) 1.74 km² es agua.

## Demografía
Según el censo de 2010, había 7624 personas residiendo en Iron Mountain. La densidad de población era de 366,17 hab./km². De los 7624 habitantes, Iron Mountain estaba compuesto por el 96.31% blancos, el 0.46% eran afroamericanos, el 0.63% eran amerindios, el 0.66% eran asiáticos, el 0.03% eran isleños del Pacífico, el 0.26% eran de otras razas y el 1.65% pertenecían a dos o más razas. Del total de la población el 1.6% eran hispanos o latinos de cualquier raza.